# The Way You Are (Fältskog and Håkansson song)

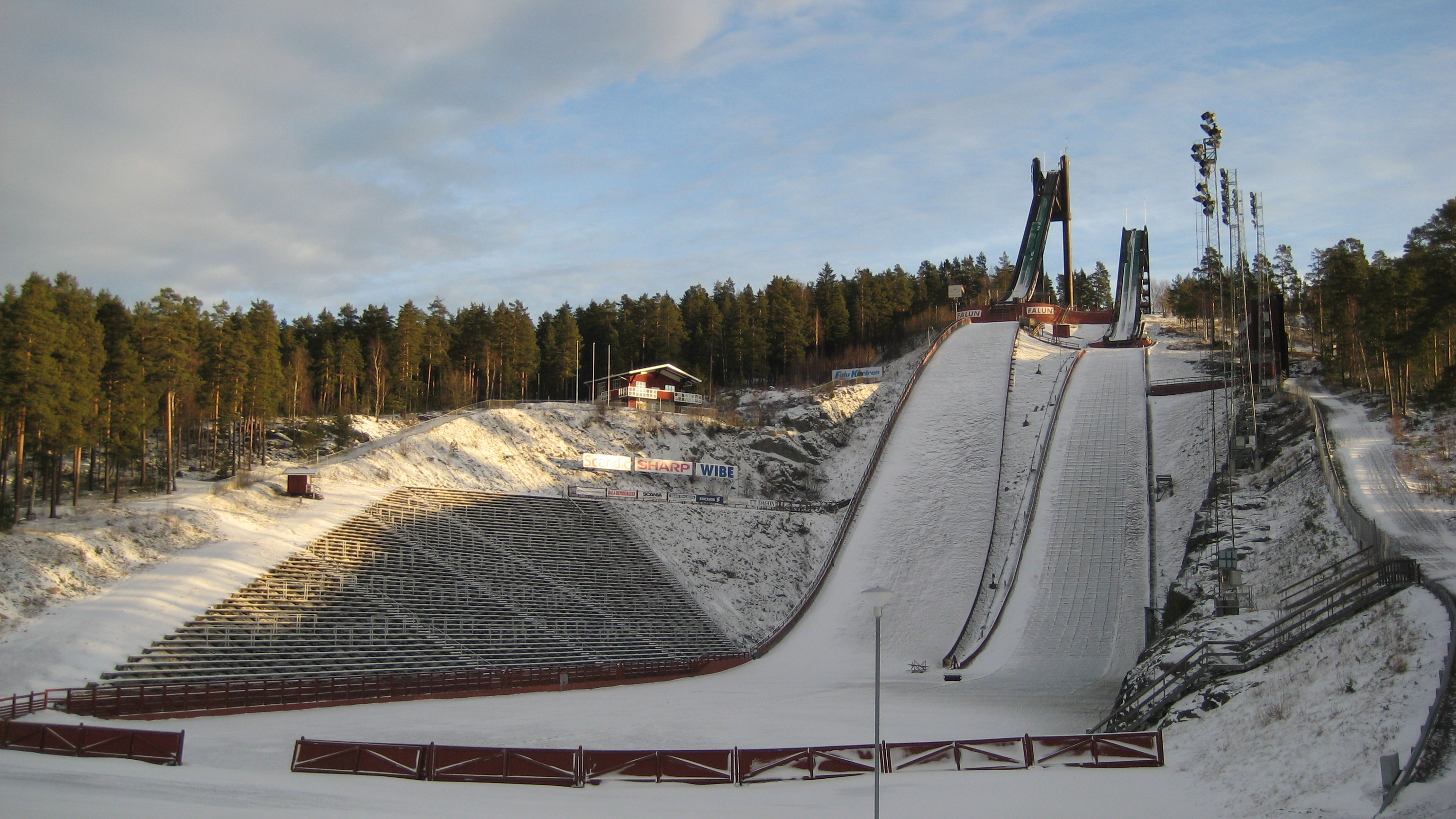
A música foi usada pelo Falun que se candidatou aos Jogos Olímpicos de Inverno de 1992

"The Way You Are" é uma canção pop que foi gravada por Agnetha Fältskog e Ola Håkansson da banda Secret Service em 1986. A canção foi usada para promover Falun, Suécia, como candidato a sediar os Jogos Olímpicos de Inverno de 1992. Falun não foi escolhido para sediar os Jogos, mas a música se tornou um grande sucesso na Suécia.
A música do lado B, "Fly Like the Eagle", também foi um dueto de Fältskog e Håkansson. Ambas as canções foram apresentadas no documentário It's Time for Sweden .
O single alcançou o primeiro lugar na Suécia, mas não teve sucesso no resto do mundo. Embora fora da Suécia, The Way You Are foi amplamente tocada por emissoras de FM pelo menos no Brasil, durante o período de 1987-89, como ainda pode ser visto pelos inúmeros blogs e sites naquele país exibindo traduções ou links para streaming direto de aquela música.

## Versões de músicas
| Versão               | Comprimento | Lançado em                                         |
| -------------------- | ----------- | -------------------------------------------------- |
| Single Version       | 4:05        | "The Way You Are", 7" and 12" vinyl                |
| Single Version       | 4:05        | My Love My Life - Agnetha Fältskog                 |
| Single Version       | 4:05        | The Very Best of Secret Service - Secret Service   |
| Instrumental Version | 4:05        | "The Way You Are", 12" vinyl                       |
| Edited Alternate Mix | 3:47        | That's Me - The Greatest Hits - Agnetha Fältskog   |
| Edited Alternate Mix | 3:47        | Eyes of a Woman (2005 Remaster) - Agnetha Fältskog |
| 12" Extended Version | 6:33        | "The Way You Are", 12" vinyl                       |
| Extended Version     | 5:47        | Aux Deux Magots - Secret Service                   |

## Faixas listadas
;7" vinyl
- "The Way You Are" (4:10)
- "Fly Like the Eagle" (3:06)

;12" vinyl
- "The Way You Are" (Extended Version) (6:32)
- "The Way You Are" (Instrumental Version) (4:07)
- "The Way You Are" (7" Version) (4:07)

## Trajetórias do gráfico
| Parada(1986)               | Peak position |
| -------------------------- | ------------- |
| Sweden (Sverigetopplistan) | 1             |